# Станичи (Дервента)
Станичи (серб. Станићи, хорв. Stanici) — населенный пункт (деревня) в общине Дервента, который принадлежит энтитету Республике Сербской, Босния и Герцеговина. По результатам югославской переписи населения 1991 года в Станичах проживало 370 человек.

## Население
В населении деревни преобладают хорваты, доля других народностей незначительна.
| 1991                           | - | - | - | - | - | - |
| ------------------------------ | - | - | - | - | - | - |
| 361                            | - | - | - | - | - | - |
| Гистограмма динамики населения |   |   |   |   |   |   |

### Национальный состав
1991 год:
- Сербы — 4 человека (1,08 %)
- Хорваты — 359 человек (97,03 %)
- Югославы — 6 человек (1,62 %)
- Мусульмане — 0 человек (0,00 %)
- Другие — 1 человек (0,27 %)